# Chapelle-Spinasse
 Chapelle-Spinasse  là một xã thuộc tỉnh Corrèze trong vùng Nouvelle-Aquitaine miền trung Pháp.